# 米拉马雷城堡
米拉马雷城堡（義大利語：Castello di Miramare）是一座19世纪城堡，位于意大利东北部的里雅斯特附近的海边。它建于1856年到1860年，主人是奥地利大公马克西米利安·费迪南德和他的妻子，比利时的夏洛特，后来的墨西哥皇帝马西米连诺一世和卡洛塔皇后，设计者是卡尔·容克。